# 152
Het jaar 152 is het 52e jaar in de 2e eeuw volgens de christelijke jaartelling.

## Gebeurtenissen

### Egypte
- Celadion volgt Marcus II op als patriarch van Alexandrië.